# Rosalie Gardiner Jones

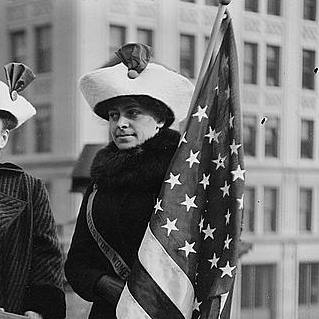
Rosalie Jones etwa 1912–1913

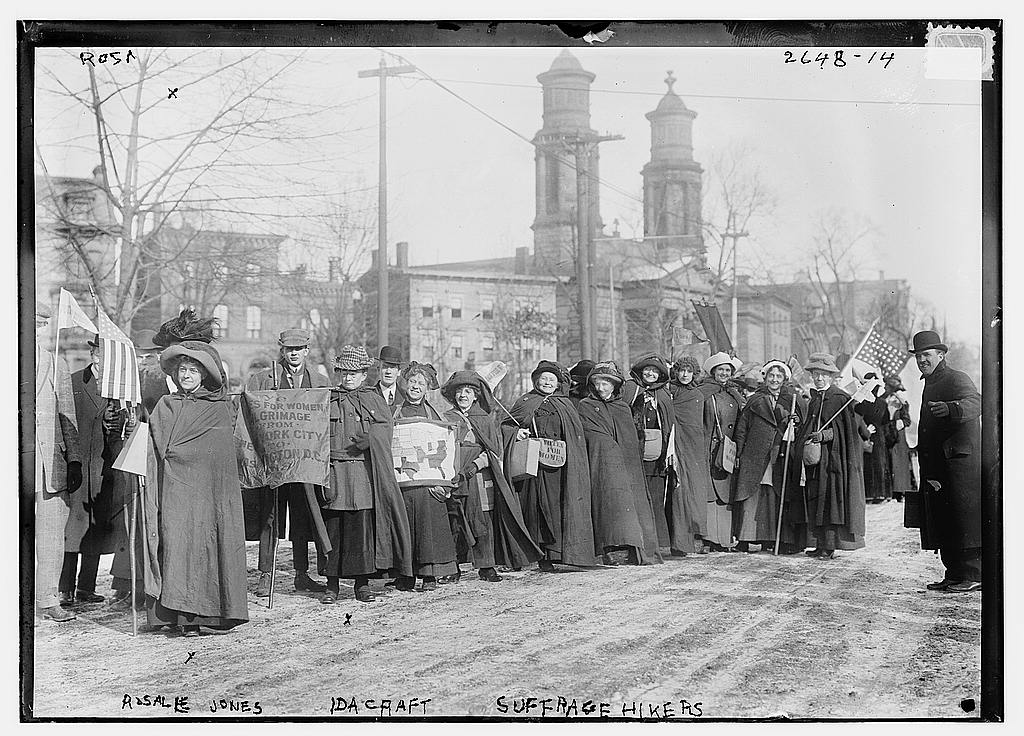
Rosalie Gardiner Jones (links) bei einem der Hikes

Rosalie Gardiner Jones (* 24. Februar 1883; † Februar 1978) war eine US-amerikanische Frauenrechtlerin aus Oyster Bay (New York). In der Presse wurde die Organisatorin verschiedener Protestmärsche als „General Jones“ bekannt.
Jones kam aus einem begüterten Elternhaus. Die Eltern, Mary und Oliver Livingston Jones lebten gewöhnlich in einer New Yorker Stadtwohnung an der East 72nd Street und besaßen ein 1783 errichtetes Sommerhaus in der Cold Spring Road in Oyster Bay auf Long Island. Jones besuchte das Adelphi College, eine Mädchenschule in Brooklyn und studierte an der Brooklyn Law School. Mit 28 Jahren engagierte sie sich für das Frauenwahlrecht und schloss sich den etwas militanteren britisch geprägten Suffragetten, weniger den stärker vermittelnden Suffragisten an.
Sie engagierte sich zusammen mit Harriot Eaton Stanton Blatch und nahm unter anderem an führender Position bei den 1913 stattfindenden Suffrage Hikes teil. Aus der Zeit stammt der Übername General.